# Fushanzhuang (sockenhuvudort i Kina, Shanxi Sheng, lat 39,25, long 112,63)
Fushanzhuang är en sockenhuvudort i Kina. Den ligger i provinsen Shanxi, i den norra delen av landet, omkring 150 kilometer norr om provinshuvudstaden Taiyuan. Antalet invånare är 11 592. Befolkningen består av 5 600 kvinnor och 5 992 män. Barn under 15 år utgör 17,0 %, vuxna 15-64 år 69 %, och äldre över 65 år 12,0 %.
Runt Fushanzhuang är det ganska tätbefolkat, med 185 invånare per kvadratkilometer. Närmaste större samhälle är Dongshentou, 16,0 km norr om Fushanzhuang. Trakten runt Fushanzhuang består i huvudsak av gräsmarker.
Genomsnittlig årsnederbörd är 633 millimeter. Den regnigaste månaden är juli, med i genomsnitt 184 mm nederbörd, och den torraste är januari, med 3 mm nederbörd.